# Tour 2012
Tour 2012 bylo koncertní turné českého zpěváka Karla Gotta, které se konalo v datech 5. října až 8. prosince 2012. Turné čítalo 12 koncertů po České republice a Slovensku, součástí turné byla propagace nové desky Karla Gotta Dotek lásky. Turné bylo zahájeno na Zimním stadionu v Táboře a zakončeno bylo v pražské O2 aréně. Díky velkému úspěchu turné bylo prodlouženo i pro rok 2013. Šlo o nejnákladnější turné Karla Gotta v celé jeho kariéře.
Turné navštívilo 86 086 diváků, kromě českých a slovenských diváků koncerty navštívili i diváci z Německa, Rakouska, Švýcarska, Polska, Ruska, Itálie, USA a Kanady. Karel Gott dostal na každém z koncertů okolo 30 kytic, během celého turné jich bylo asi 500. 
| Datum              | Město            | Stát      | Místo vystoupení             |
| ------------------ | ---------------- | --------- | ---------------------------- |
| 5. října 2012      | Tábor            | Česko     | Zimní stadion Tábor          |
| 11. října 2012     | Žilina           | Slovensko | Garmin Aréna                 |
| 13. října 2012     | Zvolen           | Slovensko | Zimní stadion Zvolen         |
| 17. října 2012     | Košice           | Slovensko | STEEL Aréna                  |
| 20. října 2012     | Bratislava       | Slovensko | Zimní stadion Ondreje Nepely |
| 29. října 2012     | Ústí nad Labem   | Česko     | Zimní stadion Ústí nad Labem |
| 3. listopadu 2012  | Liberec          | Česko     | Tipsport Aréna               |
| 8. listopadu 2012  | Pardubice        | Česko     | ČEZ Aréna                    |
| 12. listopadu 2012 | Karlovy Vary     | Česko     | KV Aréna                     |
| 14. listopadu 2012 | Plzeň            | Česko     | ČEZ Aréna                    |
| 17. listopadu 2012 | České Budějovice | Česko     | Budvar Aréna                 |
| 26. listopadu 2012 | Brno             | Česko     | Kajot Aréna                  |
| 28. listopadu 2012 | Ostrava          | Česko     | ČEZ Aréna                    |
| 30. listopadu 2012 | Olomouc          | Česko     | Zimní stadion Olomouc        |
| 2. prosince 2012   | Zlín             | Česko     | Zimní stadion Luďka Čajky    |
| 8. prosince 2012   | Praha            | Česko     | O2 aréna                     |

## Seznam písní na koncertech
1. „Cotton Fields“
2. „Dlouho hrát budem vám“
3. „Sny bláznivý“
4. „Já žil, jak jsem žil“
5. „Party“
6. „Muzika“
7. „Má první láska se dnes vdává“
8. „Chraň bůh“
9. „Stokrát chválím čas“
10. „Dotýkat se hvězd“
11. „S ní“
12. „Podezírání“
13. „S tebou vždycky přijde Máj“
14. „Za lásku pálím svíci“
15. „Nic nás nezastaví“
16. „Ďábel tisíc tváří má“
17. „...a to mám rád“
18. „Jestli já tě budu mít rád“
19. „Bum, bum, bum“
20. „Život jde dál“
21. „Léto, jak má být“
22. „Zvon snů“
23. „Jdi za štěstím“
24. „Kam se schoulíš?“
25. „Krev toulavá“
26. „Včelka Mája“
27. „Beatles“
28. „Můj ideál“
29. „Mám styl Čendy“
30. „Noční král“
31. „Oči barvy holubí“
32. „Když milenky pláčou“
33. „Jsem na světě rád“
34. „C'est la vie“
35. „Dny zázraků a přání“
36. „Hudba není zlá“
37. „Běž za svou láskou“
38. „Babylon“
39. „Pábitelé“
40. „Lady Carneval“
41. „Jsou svátky“